# G101 (Slovenië)
De G101 of Glavna cesta 101 is een nationale weg in het noorden van Slovenië. De weg begint bij de Oostenrijkse grens bij Ljubelj en loopt daarna via Bistrica pri Tržiču naar Podbrezje, waar de weg aansluit op de autosnelweg A2. In Oostenrijk loopt de weg verder als Loiblpass Straße (B91) naar Klagenfurt.
De G1 is 17,2 kilometer lang en onderdeel van de E652 tussen Klagenfurt en Naklo.

## Geschiedenis
In de tijd dat Slovenië bij Joegoslavië hoorde, was de G101 onderdeel van de Joegoslavische hoofdweg M1.1. Deze weg had dezelfde route als de G101. Na het uiteenvallen van Joegoslavië en de daaropvolgende onafhankelijkheid van Slovenië, werden de wegen in het nieuwe land omgenummerd om een logische nummering te krijgen. Zo werd de M1.1 omgenummerd naar G101.